# Лекарственные растения Казахстана
Лекарственные растения Казахстана — лекарственные растения, дикорастущие и культивируемые на территории Казахстана. В республике более 500 видов лекарственных растений заготавливается как сырьё. Особую ценность представляет культивируемая в горных районах Казахстана эфедра хвощовая — источник эфедрина. Промышленное значение имеют заготовки корня девясила и зверобоя. Аптечной сетью республики заготавливается около 30 видов лекарственных растений.